# Dosa-dong
Dosa-dong (koreanska: 도사동) är en stadsdel i staden Suncheon i provinsen Södra Jeolla i den södra delen av Sydkorea, 300 km söder om huvudstaden Seoul.